# Природно-заповідний фонд Лубенської міської ради
Природно-заповідний фонд Лубенської міської ради становить 6 об'єктів ПЗФ (усі місцевого значення): 5 пам'яток природи та парк-пам'ятку садово-паркового мистецтва. Загальна площа ПЗФ — 954,55 га.

## Об'єкти

### Природні об'єкти

#### Пам'ятки природи
| Назва об'єкта      | Тип, категорія, значення                      | Рік створення | Площа (га) | Місцезнаходження                                            | Зображення |
| ------------------ | --------------------------------------------- | ------------- | ---------- | ----------------------------------------------------------- | ---------- |
| «Дуб черешчатий»   | Пам'ятка природи ботанічна місцевого значення | 2003          | 0,01       | вул. Гомона, поблизу буд. № 13                              |            |
| «Дуби черешчаті»   | Пам'ятка природи ботанічна місцевого значення | 1982          | 0,04/2     | вул. Перші Плютенці, 40                                     |            |
| «Дубовий гай»      | Пам'ятка природи ботанічна місцевого значення | 1979          | 0,5/25     | Відділ комунального господарства Лубенського міськвиконкому |            |
| «Морозівська Дача» | Пам'ятка природи ботанічна місцевого значення | 1969          | 865        | північна околиця міста, Приміське лісництво, кв. 27-50      |            |
| «Жовтнева Дача»    | Пам'ятка природи ботанічна місцевого значення | 1972          | 57         | південна околиця міста, Приміське лісництво, кв. 63         |            |

### Штучно створені об'єкти

#### Парк-пам'ятка
| Назва об'єкта                                               | Тип, категорія, значення                                    | Рік створення | Площа (га) | Місцезнаходження         | Зображення |
| ----------------------------------------------------------- | ----------------------------------------------------------- | ------------- | ---------- | ------------------------ | ---------- |
| «Парк Лубенського лісотехнічного коледжу ім. В. Д. Байтали» | Парк-пам'ятка садово-паркового мистецтва місцевого значення | 1972          | 32         | вул. Михайла Драгоманова |            |